# 白整 (北魏)
白整（444年—503年11月25日），字菩提，上党郡刈陵县（今山西省黎城县）人，自称祖籍南阳郡白水县（今河南省南阳市），北魏宦官。
因犯事处以腐刑。年轻时掌管宫掖琐碎职事，以恭敏著称，后来升任为中常侍。太和末年，为长秋卿，赐爵云阳男。太和二十三年（499年）魏孝文帝驾崩后，彭城王元勰等人以孝文帝的诏令赐死冯皇后。北海王元详派长秋卿白整进去给冯皇后送毒药，冯皇后一边跑一边大声呼喊，不肯饮药，说道：“皇上那里会有这样的诏令，这是诸王要谋杀我。”白整无奈，只好把她抓住，强迫她把毒药喝下去，冯皇后即刻死去。景明初年，魏宣武帝命令白整给孝文帝和文昭高后在龙门山开凿两个佛龛，佛龛全都高达百尺。宣武帝封其妻王氏为云阳县君。景明四年十月廿一日（503年11月25日），白整因病在家中去世，虚岁六十，魏孝明帝哀悼，赠予平北将军、并州刺史、云阳男如故。同年十一月廿五日（503年12月28日），白整葬于洛阳西北斗泉陵。

## 其他
北京图书馆善本特藏部主任赵万里认为，出土张整墓志中的张整就是《魏书·阉官传》中的白整，亦即《孝文吊比干碑》中的“中给事录大官令臣上党白整”。武汉大学历史系教授姚薇元认为，白整在内的上党白氏属于稽胡，为古代白狄的后裔。天津师范大学历史文化学院教授何德章认为，出身稽胡白氏的白整因为伪托地望，在墓志中改姓张，并杜撰出五世祖张充。